# De Cock en een strop voor Bobby
De Cock en een strop voor Bobby  is het eerste verhaal waarin rechercheur De Cock wordt genoemd als een van de tien rechercheurs van het bureau Warmoesstraat. Het werd het eerste boek uit de De Cock-serie want het is achteraf omgedoopt van Een strop voor Bobby in De Cock en een strop voor Bobby. Rechercheur Albert Versteegh vertelt zijn persoonlijke verhaal in de ik-vorm. Dit in tegenstelling tot de De Cock-verhalen, waar in de derde persoon verslag wordt gedaan.

## Verhaal
Aan het begin van het boek viert Albert Versteegh de zesde verjaardag van zijn kleinzoon Appie. Zijn dochter Marjan is getrouwd met Geert Dijke. Albert en Geert hebben zeven jaar daarvoor allebei tegelijk ontslag genomen als rechercheur bij het bureau Warmoesstraat, gelegen vlak bij de Wallen.
Albert vertelt aan de lezer hoe hun beider ontslag tot stand is gekomen. Geert kreeg 7 jaar eerder als verantwoordelijk rechercheur een zelfmoordonderzoek toegeschoven. Samen met Albert onderzoekt hij de dood van een prostituee Mientje van der Kerk. Mientje is op haar achttiende getrouwd met Bobby Brakel, het prototype van de foute souteneur. Technisch gezien is het zelfmoord, maar Albert en Geert vinden dat Bobby door zijn voortdurend wangedrag zijn jonge vrouw de dood heeft ingejaagd. Mientje is ook de nicht van Bram van der Kerk, die bij de technische recherche werkt en toevallig bij het technische onderzoek is betrokken. Albert en Bram gaan naar de ontroostbare broer van Bram, vader van der Kerk, een jonge weduwnaar, die zijn enige kind heeft verloren.
Terwijl rechercheur De Cock op het bureau bezig is met een suf fraudezaakje, gaan Geert en Albert Bobby thuis opzoeken. Albert merkt dat zijn eigen dochter Marjan listig wordt bedreigd door Bobby. Ze zou zo maar zijn volgend slachtoffer kunnen zijn en hij neemt meteen maatregelen. Hij neemt Geert mee naar huis als potentiële schoonzoon, hetgeen in goede aarde valt. De druk op Bobby wordt opgevoerd. Haagse Bertus komt toevallig ook nog eens na een jaar vervroegd vrij uit de gevangenis en die heeft nog een appeltje met Bobby te schillen. Albert en met hem het hele bureau loert al jaren op Bobby Brakel en uiteindelijk wordt Bobby Brakel thuis dood gevonden, bungelend aan een koord. Dienstdoend rechercheur De Wilde houdt het op zelfmoord, maar de rechercheur in Albert is sterker dan de mens en hij komt met een moordtheorie. Albert krijgt enkele dagen van zijn commissaris om het bewijs rond te krijgen. Hij gebruikt die tijd om de vader van Mientje en zijn collega Geert met de waarheid te confronteren bij het consumeren van meerdere glazen cognac. Zij hebben samen een gedode Bobby opgehangen, het recherchepotlood van Geert is het bewijs. Aan het eind van het verhaal laat Albert bewust zijn collega rechercheur met de eer strijken. Het was dus toch zelfmoord stelt De Wilde. "Zelfs een oude rot kan zich vergissen". Albert neemt na 20 jaar afscheid van het bureau Warmoesstraat, wetende dat deze keer de oude rot De Wilde zich heeft vergist.

## Voetnoten
1. ↑  Opgenomen in de bundel 'Moord tussen de buien door' een 480 bladzijden tellende reuzenpocket, uitgegeven op 16 oktober 1964 door de Arbeiderspers, met drie Nederlandse misdaadromans, waarvan twee herdrukken en een debuut. A.C. Baantjer publiceert in deze bundel een nieuwe roman 'Een strop voor Bobby' samen met Eli Asser ('Wegens sterfgeval gesloten') en Theo M. Eerdmans ('Moorden en mooie handel').
2. ↑  Hij keert terug in deel 40 van de serie evenals Geert Dijke.
3. ↑  Opvolger Dick Vledder, zoals gemeld in 'De Cock en kogels voor een bruid'
4. ↑  De Cock stelt desgevraagd door Albert dat hij zelf ongevoelig is geworden voor al de ellende die hij op zijn werk ontmoet.